# Chu Cái
Chu Cái (tiếng Trung: 朱蓋; bính âm: Zhu Gai; ? - 236), hay Chu Ích (朱益), Ngưu Cái (牛蓋), không rõ tên tự, là tướng lĩnh Tào Ngụy thời Tam Quốc trong lịch sử Trung Quốc.

## Cuộc đời
Không rõ quê quán, hành trạng ban đầu của Chu Cái. Năm 208, sau khi Tào Tháo thất bại ở Xích Bích, tướng cũ của Viên Thuật là Trần Lan, Mai Thành nổi dậy, chiếm lĩnh 6 huyện. Tào Tháo sai Vu Cấm, Tang Bá thảo phạt Mai Thành, Trương Liêu cùng Ngưu Cái, Trương Cáp thảo phạt Trần Lan. Ngưu Cái có khả năng chính là Chu Cái.
Năm 219, Quan Vũ bắc phạt Kinh Châu, lợi dụng thời tiết nước ngập bảy quân, dẫn thủy quân tiến công, tiêu diệt toàn quân Ngụy, bắt Vu Cấm, chém Bàng Đức, uy hiếp Hứa Đô. Tào Tháo phái Từ Hoảng dẫn quân cầm cự, lại phái tướng quân Ân Thự, Chu Cái dẫn 12 doanh binh mã đến Yển Thành trợ chiến, đều đặt dưới sự chỉ huy chung của Hoảng.
Năm 220, Tào Phi soán Hán, Chu Cái phục vụ hai đời vua Tào Phi, Tào Duệ, quan tới Hữu tướng quân.
Ngày 6 tháng 1 năm 236 (10 tháng 12 ÂL), Hữu tướng quân Chu Cái chết. Khai Nguyên chiêm kinh chép là Hữu tướng quân Chu Ích, khả năng là chép sai chữ Cái (蓋) thành chữ Ích (益).

## Trong văn hóa
Chu Cái không xuất hiện trong tiểu thuyết Tam quốc diễn nghĩa của La Quán Trung.
Trong truyện tranh Thương thiên hàng lộ, Ân Thự theo Từ Hoảng đến Phàn Thành cứu viện Tào Nhân. Từ Hoảng sai Ân Thự ngụy trang thành Hạ Hầu Đôn, Chu Cái ngụy trang thành Trương Liêu để đánh lừa quân Quan Vũ. Kết cục, Ân Thự, Chu Cái đều bị Triệu Lũy chém giết trên chiến trường.